# Shenzhen Donghai Airlines

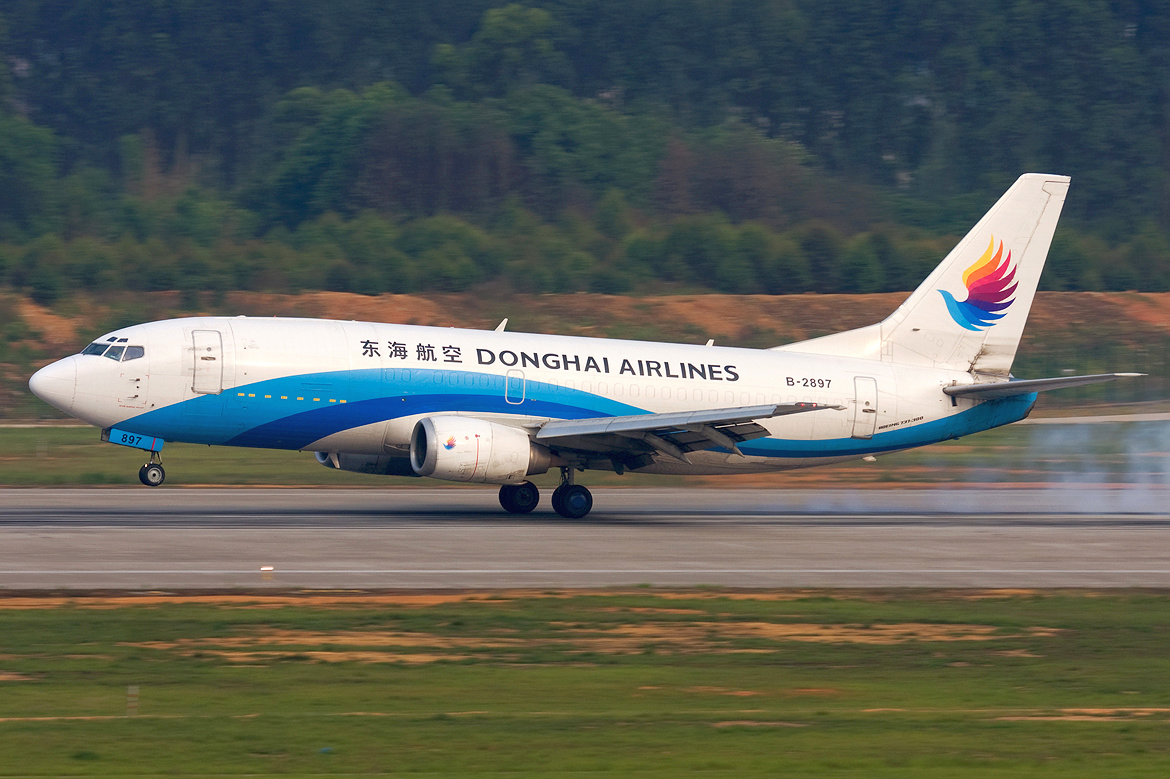
Boeing 737 à l'aéroport de Chengdu, arborant la livrée de Donghai Airlines.

Donghai Airlines est une compagnie aérienne cargo de la république populaire de Chine. 
Sa base principale est l'aéroport international de Shenzhen Bao'an.

## Flotte
En décembre 2015, la flotte passagers de Donghai Airlines est composée des appareils suivants: